# Відкритий чемпіонат Франції з тенісу 1992
Відкритий чемпіонат Франції з тенісу 1992  — тенісний турнір, що проходив на відкритому повітрі на ґрунтових кортах Стад Ролан Гаррос у Парижі з 25 травня по 7 червня 1992 року. Це був 91 Відкритий чемпіонат Франції, другий турнір Великого шолома в календарному році. 

## Огляд подій та досягнень
Джим Кур'є відстояв титул чемпіона Франції в одиночному розряді серед чоловіків. Це був його третій титул Великого шолома. 
У жінок Моніка Селеш стала чемпіонкою Франції третій рік поспіль. Таке досягнення пізніше підкорилося тільки Жустін Енен. 
Переможці парного розряду серед чоловіків Якоб Гласек та Марк Россе стали першими швейцарцями, що змогли вибороти титул Великого шолома. 
Вигравши мікст у парі з Тоддом Вудбріджем, Аранча Санчес Вікаріо стала чемпіонкою Франції удруге. Це була також її друга перемога в міксті на турнірах Великого шолома. Вудбрідж теж виграв мікст на турнірах Великого шолома вдруге, але чемпіоном Франції він став уперше.

## Результати фінальних матчів

### Дорослі
| Одиночний розряд. Чоловіки          |                                        |                |
| Джим Кур'є                          | Петр Корда                             | 7–5, 6–2, 6–1  |
|                                     |                                        |                |
| Одиночний розряд. Жінки             |                                        |                |
| Моніка Селеш                        | Штеффі Граф                            | 6–2, 3–6, 10–8 |
|                                     |                                        |                |
| Парний розряд. Чоловіки             |                                        |                |
| Якоб Гласек Марк Россе              | Девід Адамс Андрій Ольховський         | 7–6, 6–7, 7–5  |
|                                     |                                        |                |
| Парний розряд. Жінки                |                                        |                |
| Джиджі Фернандес Наталія Зверєва    | Кончіта Мартінес Аранча Санчес Вікаріо | 6–3, 6–2       |
|                                     |                                        |                |
| Мікст                               |                                        |                |
| Аранча Санчес Вікаріо Тодд Вудбрідж | Лорі Макніл Браян Шелтон               | 6–2, 6–3       |
|                                     |                                        |                |

### Юніори
| Одиночний розряд. Хлопці  |              |               |
| Андрей Павел              | Мозе Наварра | 6–1, 3–6, 6–3 |
|                           |              |               |
| Одиночний розряд. Дівчата |              |               |
| Россана де лос Ріос       | Паола Суарес | 6–4, 6–0      |
|                           |              |               |
| Парний розряд. Хлопці     |              |               |
| Енріке Абароа Грант Дойл  |              |               |
|                           |              |               |
| Парний розряд. Дівчата    |              |               |
| Лоранс Куртуа Нансі Фабер |              |               |
|                           |              |               |